# تيم أريكسون
تيم أريكسون (بالسويدية: Tim Eriksson)‏ هو لاعب هوكي الجليد سويدي، ولد في 5 فبراير 1982 في سودرتاليا في السويد.

## وصلات خارجية
- تيم أريكسون على موقع دوري الهوكي الوطني (الإنجليزية)
- تيم أريكسون على موقع EliteProspects.com (الإنجليزية)
- تيم أريكسون على موقع HockeyDB.com (الإنجليزية)